# Harnaiya
Harnaiya – gaun wikas samiti w zachodniej części Nepalu w strefie Lumbini w dystrykcie Rupandehi. Według nepalskiego spisu powszechnego z 2001 roku liczył on 569 gospodarstw domowych i 4196 mieszkańców (2037 kobiet i 2159 mężczyzn).